# Heinz Prüfer
Heinz Prüfer (alemany: Ernst Paul Heinz Prüfer)  (Wilhelmshaven, 10 de novembre de 1896 - Münster, 7 d'abril de 1934) va ser un matemàtic alemany.

## Vida i Obra
El seu pare era un enginyer que treballava per la Marina Imperial a la gran base naval de Wilhelmshaven fins que va ser traslladat a Berlín per treballar al departament de transports. Per això, Prüfer va ser escolaritzat primer a Wilhelmshaven i després a Berlín, on va acabar els estudis secundaris el 1915. El mateix any va començar els estudis universitaris a la universitat de Berlín. Es va graduar el 1921 després d'una interrupció de varis anys per la Primera Guerra Mundial en el que va haver de treballar pel servei cartogràfic alemany.
Després d'uns anys d'assistent a les universitats d'Hamburg i de Jena, el 1927 va ser nomenat professor de la universitat de Münster on va romandre fins a la seva mort el 1934 per un càncer de pulmó.
En la seva curta vida, Prüfer va publicar nou articles científics i, de forma póstuma, es va publicar el llibre de geometria projectiva amb els seus apunts e classe de teoria de nusos. Son importants els seus treballs en teoria de grups (quatre articles entre 1920 i 1926) on desenvolupa conceptes com el grup de Prüfer i el domini de Prüfer.